# Петрус Альфонсі
Петрус Альфонсі (1062, Уеска — 1140) — іспанський лікар, письменник, астроном і полеміст єврейського походження, який навернувся у християнство. Петрус Альфонсі — один з ключових постатей у перенесенні та асиміляції арабських наукових, літературних релігійних текстів та ідей до Латинської Європи на початку XII століття. Його вклад засвідчує близько 160 вцілілих манускриптів праць, що їх використовували ключові автори XII—XVI століття, і які були у широкому вжитку серед ранніх друкованих видань.

## Біографія
Петрус Альфонсі — єврей, який походив з іспанської Андалусії (справжнє ім'я при народженні — раббі Мойсей Сефарді). Освіту отримував івритом та арабською мовами; його стиль письма поділяє схожі риси з Талмудом, арабськими астрономічними, медичними та філософськими текстами. Мойсей навернувся у християнство (29 червня 1006 року у кафедральному соборі, що знаходився в столицы арагону - Уесці), і саме хрещення — це перша дата, що асоціюється з його життям. Як він сам пояснював, ім'я Петрус він взяв на честь св. Петра, а Альфонсі — на честь свого хрещеного, короля Альфонсо I. Ця деталь мабуть вказує на його важливу роль як дипломата та астронома при дворі Альфонса I.
Між 1110—1116 роками Альфонсі їде до Англії, де навчає астрономію і пише працю Nabulae astronomicae («Астрономічні таблиці»), що була недосконалою латинською версією Zīj al-Sindhind («Великі астрономічні таблиці Сіндгінда») аль-Хорезмі, збірку астрономічних таблиць, що супроводжувались «канонами» та текстами-поясненнями.
В Англії у нього було 2 студенти: Велчер із Макверну та Аделард з Бату. Велчер написав працю про те, як опираючись на вчення Альфонсі, передбачити затемнення сонця, а Аделард виправив і покращив Петрусову версію Zīj al-Sindhind. Згідно з манускриптом «Дісціпліна клерікаліс», він деякий час був лікарем при дворі короля Генрі 1. Десь у 1120-х роках Петрус відвідав Францію, оскільки він пише Epistola ad peripateticos in Francia («Лист до мандрівників Франції»), у якій жаліється на брак студентів, заявляє, що він експерт у мистецтві астрономії, а також суворо критикує інтелектуалів Латинської Європи за те, що вони надають перевагу граматиці та логіці над «справжньою наукою» — астрономією.
Праці Петруса Альфонсі демонструють нам як Латинський Захід пристосовував і перевтілював культурну спадщину Арабського Світу.

## Праці

### «Disciplina Clericalis»

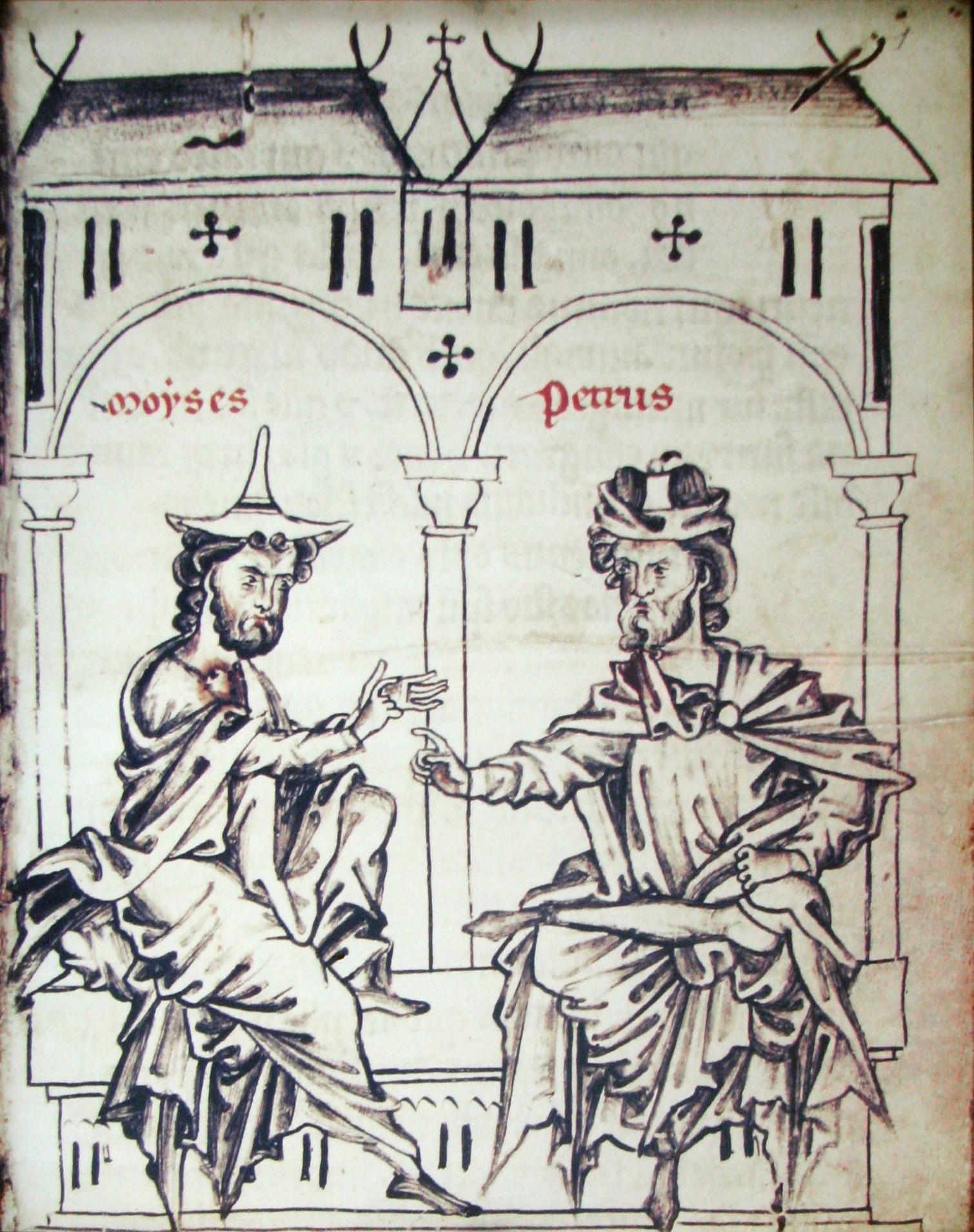
бельгійський манускрипт XIII ст., діалог Мойсея з Петрусом

На базі арабських джерел Петрус Альфонсі уклав книжку життєвих максим, притч та новел, що їй дав назву «Disciplina Clericalis»(цю назву можна перекласти, як «Мистецтво розумно жити», або ж, як «Життєвий дороговказ освіченим людям»).
Ціль збірки — навчати, поєднуючи задоволення з вказівками. Рамкою(кістяком) твору є діалог між чоловіком та учнем. Їхня розмова збагачена 34 прикладами(екземплумами), що їх учитель вибрав для ілюстрації життєвих уроків. Серед тем: людські чесноти і недоліки, стосунки з людьми(жінками, сусідами, королем), відносини людини і Бога. Згідно з вченням Альфонсі, позитивні цінності, такі як дружба, вірність, доброта душі, любов до Бога, дають знання і спокій душі. А серед людських недоліків, що наражають людську душу на небезпеку, є жадібність, хтивість та шахрайство.

### «Dialogi contra Iudeos»
У 1110 році Петрус Альфонсі склав свої «Dialogi contra Iudeos»(«Діалоги проти євреїв»). Він написав їх через те, що євреї звинуватили його у тому, що він, себто, покинув свою попередню віру через неповагу до Божого закону, неправильне розуміння пророків та жаги до земної наживи."Діалоги…" — його відповідь цим обвинувачувачам. Він намагається « знищити їхню неприязнь за допомогою розуму та переконливості». Праця не є записом справжніх дебатів; Петрус Альфонсі каже нам, що вибрав ім'я Мойсей, для єврейського учасника дебатів, через те, що це його колишнє єврейське ім'я, а християнину, він дає своє теперішнє ім'я — Петрус. Дванадцять діалогів розділено на три частини: у першій частині Петрус критикує юдаїзм(1-4 Діалоги). Він доводить Мойсею, що юдаїзм не ефективний, а євреї «тільки частково підкоряються закону і ця дещиця не догоджає Богу». Більшість його критики побудована на раціональній та науковій критиці Талмуду.
Потім він починає нападати на іслам (5 Діалог), зображуюючи Муххамеда у вигляді шахрая і псевдопророка, а мусульманські ритуали(обмивання, піст і паломництво) змальовує як такі, що мають язичницьке походження. Його полемізування схоже на «Рісалят» аль-Кінді, де йдеться про жорстокість Мухаммеда і його брудне сексуальне життя(багатошлюбність; стосунки з Зайнаб).
В останній частині своєї праці (Діалоги 6-12), Петрус намагається довести Мойсею основні доктрини християнства, чи принаймні показати, що вони не протирічать ні розуму, ні Старому Заповіту.
Закінчуються діалоги тим, що Мойсей переконаний слухняно навертається у християнство.